# Бойчук Іван
Іван Бойчук (с. Верхній Ясенів, Верховинський район, Івано-Франківська область, рік народження та рік смерті невідомі) — один із ватажків руху карпатських опришків 1740—1750-х рр.

## Біографія
Народився в заможній селянській родині.
Соратник Олекси Довбуша та Василя Баюрака. Останнього переховував у своїй оселі в Ясеневі від переслідувачів (1752).
З 1755 із ватагою в 5—8 і більше опришків регулярно нападав на шляхту, орендарів, купців тощо. Виробив власні тактику та стратегію боротьби проти урядових каральних загонів. В його ватазі, крім місцевих селян, перебували запорожці, втікачі з багатьох регіонів України, Польщі, Молдови, Угорщини. Він закликав їх до свого загону спеціальними листами, в яких пояснював свої наміри.
Особливо активно діяв на території Покуття, Гуцульщини, східної Бойківщини: Коломия, Долина, села Яблунів, Пистинь, Баня-Березів, Рунгури.
Найгучнішим став напад Бойчука на місто Болехів (в ніч на 6 липня 1759). Переслідувані за наказом великого коронного гетьмана Яна Клемента Браницького великим каральним загоном на чолі з Дзєдушицьким (Дідушицьким) Бойчук і його опришки І.Жупник, С.Кирилюк, А.Піотровський, А.Пістолетник та С.Ясинський того ж року перебралися з Прикарпаття на Запорозьку Січ.
Одним із останніх зафіксованих у джерелах епізодів діяльності Бойчука був його спільний з гайдамацьким ватажком Г.Марущуком напад восени 1759 на маєтки шляхтичів Київського, Подільського та Брацлавського воєводств: села Краснопіль, Безпечна (нині Чуднівський район Житомирської області), Ступник (нині Хмільницького району), Голяки (нині с. Грушківці Калинівського району Вінницької області) тощо.